# Upplands runinskrifter 409
Upplands runinskrifter 409 är en vikingatida runsten av granit i Lövstaholm, Odensala socken och Sigtuna kommun. Runstenen är 1,6 meter hög, 1 meter bred och intill 0,5 meter tjock. Runhöjden är 6-8 centimeter.

## Inskriften
Translitterering av runraden:
furkuþr × auk komal + litu rasa ' stain þino abtiʀ + una + faþur sin + kuþ hialbi anta × una
Normalisering till runsvenska:
Forkuðr ok Gamall letu ræisa stæin þenna æftiʀ Una/Unna, faður sinn. Guð hialpi anda Una/Unna.
Översättning till nusvenska:
Forkunn och Gammal läto resa denna sten efter Une, sin fader. Gud hjälpe Unes ande.